# La France bouge
La France bouge est une chanson royaliste et antisémite composée par Charles Maurras et Maurice Pujo en février 1909,.

## Histoire
Elle est inspirée du chant de guerre et de marche Le Midi bouge composé en 1870 par Paul Arène, dont l'air est lui-même repris de la Chanson des Filles d'Avignon, un chant populaire régional,. Pour Maurras, « le ton furieux du chant » s'explique par « des circonstances d'un aspect d'impérieuse violence » à cause des « Juifs et leurs complices républicains ».

## Paroles originales
Le Juif ayant tout pris

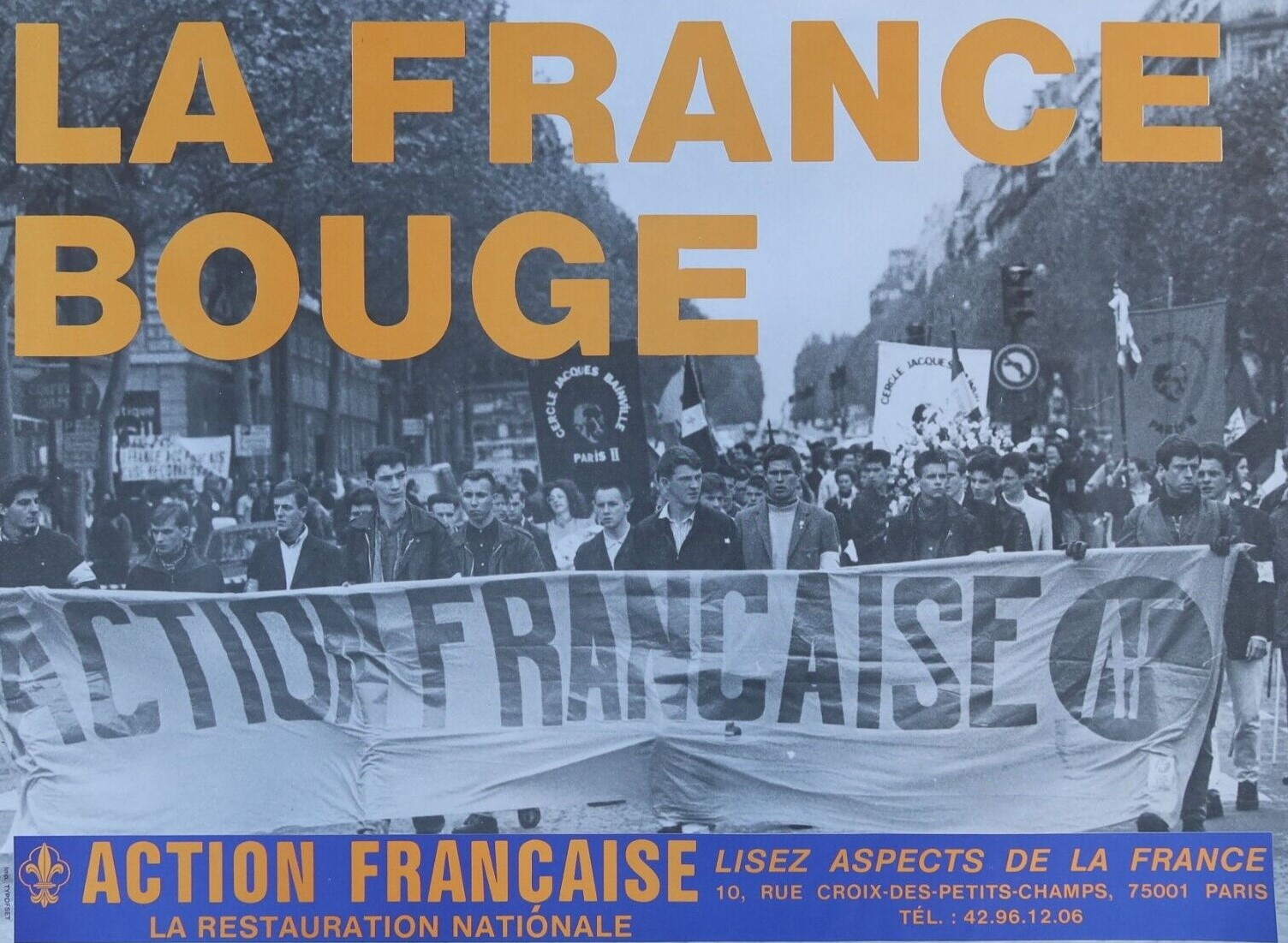
Affiche de l'Action française des années 1980-1990 reprenant le titre de la chanson.

Tout raflé dans Paris, dit à la France :

« Tu n’appartiens qu’à nous

Obéissance ! tout le monde à genoux. »

Refrain

Non, non, la France bouge, elle voit rouge

Non, non, assez de trahisons.

« Tant pis, dit le rabbin

Je tiens tout dans ma main, j’ai la police

Et pour violer la loi

Une justice de magistrats sans foi. »

Refrain

Les travailleurs ont faim

Le Juif dit : « Pas de pain, mais en rafales

Pour sauver nos écus

Voici des balles, peuple ne bouge plus. »

Refrain

De brûler nos vaisseaux

Et tous nos arsenaux, le Juif est maître

Sous les canons prussiens

Dreyfus le traître pousse nos citoyens.

Refrain

Juif insolent tais-toi

Voici venir le Roi, et notre race

Cours au-devant de lui

Juif à ta place, notre Roi nous conduit.

Refrain

Assez de Panama,

Assez de Thalamas, toute la clique

De pédants, de brigands,

Ô république, nous la mettrons dedans.

Refrain

Le roi revient d’exil

« Ô France, dira-t-il, reine du monde

Te voilà donc aux mains

Du Juif immonde, coureur de grands chemins. »

Refrain

« Oui la France aux Français

A mes loyaux sujets, je tiens le glaive

Pour que le travailleur

En paix achève son honnête labeur. »

Refrain

Notre jeunesse en fleur

Vous a donné son cœur, Roi magnanime

Menez-la jusqu’au cieux

De cimes en cimes, de vos pas glorieux.

Refrain

Hardi, France d’abord

Français, mieux la mort que l’esclavage

Gloire à qui tombera

Tous à l’ouvrage, la France renaîtra.

Refrain

Demain sur nos tombeaux

Les blés seront plus beaux, serrons nos lignes

Nous aurons cet été

Du vin aux vignes, avec la royauté.

Refrain
— L'Action française

## Paroles révisées
Une version alternative a été écrite dans les années 1980.
Les travailleurs ont faim

Marianne dit : « Pas de pain »

Mais en rafales

Pour sauver mes écus

Voici des balles

Peuple ne bouge plus.

Refrain

Non, non, la France bouge

Elle voit rouge

Non, non assez de trahisons.

Assez de profiteurs

De ton assiette au beurre

Toute ta clique

De pédants de brigands

O république

Nous la mettrons dedans

Refrain

Le roi revient d’exil

O France dira-t-il

Je tiens le glaive

Pour que le travailleur

En paix achève

Son honnête labeur

Refrain

Notre jeunesse en fleur

Vous a donné son cœur

Roi magnanime

Menez-la jusqu’aux cieux

De cime en cime

Sur vos pas glorieux

Refrain

Hardi ! France d’abord

Français mieux vaut la mort

Que l’esclavage

Gloire à qui tombera

Tous à l’ouvrage

La France renaîtra

Refrain

Demain sur nos tombeaux

Les blés seront plus hauts

Formons nos lignes

Nous aurons cet été du vin aux vignes

Avec la Royauté.

Une, deux

La France bouge

Elle voit rouge

Une, deux

Les Français sont chez eux !